# Plagithmysus perkinsi
Plagithmysus perkinsi là một loài bọ cánh cứng trong họ Cerambycidae.